# Isseu Niang
 (mars 2013).
Isseu Niang née le 25 septembre 1938 à Dakar au Sénégal et morte le 17 février 2000 dans la même ville, est une artiste et comédienne sénégalaise. Artiste multidimensionnelle, Isseu Niang avait un engouement pour de nombreux arts. ‘’La vie est un champ très vaste, et l’on peut y cultiver beaucoup de choses’’, expliquait-elle dans le journal le Soleil du  14 septembre 1988.
Assurément, elle était une artiste avec un grand ‘’A’’. Danseuse, chanteuse, comédienne de théâtre et de cinéma, couturière par curiosité, secrétaire dactylographe de formation, Isseu Niang était un personnage qui avait plusieurs cordes à son arc.

## Biographie
Née le 25 septembre 1938 à Dakar, Isseu Niang, encore jeune écolière de 13 ans, fait ses premiers pas dans la danse, au début des années 1950. Elle ne ratait pas les cérémonies familiales (baptêmes, mariages…), pour mettre en exergue ses dons chorégraphiques. Elle n’hésitait pas non plus, à certains moments, à pousser la chansonnette.
Cette passion précoce pour la danse la pousse à trouver des heures supplémentaires ou, plus exactement, à faire l’école buissonnière. ’’Chaque fois que j’avais envie de me dégourdir les jambes, je m’enfuyais de l’école en direction des réjouissances familiales qui ne manquaient pas à l’époque’’, racontait-elle.
Mais jouer sur les deux registres s’avère de plus en plus difficile. Elle tranche et sacrifie sa scolarité en classe de CM2 à l’art. Adieu le certificat d’études pour cette ancienne élève de l’école ’’Champ de Courses’’ (actuelle école El Hadji Nago Samb).
L’option de faire carrière dans le monde de la danse et du théâtre prise, il restait à explorer les voies pour y parvenir. Maurice Sonar Senghor, détecteur de talents, alors directeur du Théâtre du Palais, entre en scène. Par son intermédiaire, Isseu Niang prend langue avec les Ballets de Keïta Fodéba. Elle émigre en Guinée. C’était en 1958.
Cette troupe étant ce qui se faisait de mieux à l’époque sur le plan artistique et culturel, l’artiste sénégalaise profite de son séjour pour apprendre et affûter ses armes. En deux ans, elle vit une expérience enrichissante et gagne en maturité. Cette étape guinéenne lui ouvre les portes du cinéma.
Sa première prestation à l’écran remonte à 1959, dans le film Ben Hur de William Wyler. Cet événement est celui qui a le plus marqué Isseu Niang dans sa vie d’artiste. Au cours des quelques jours de tournage du film en Italie, elle impressionne Charlton, l’acteur principal, qui voulut la retenir. Isseu Niang : ’’J’ai pleuré à chaudes larmes en leur disant que je voulais rejoindre ma mère. Ces moments de ma carrière, je les garderai à l’esprit toute ma vie.’’
Elle retourne au bercail. Maurice Sonar Senghor qui l’avait inscrite à l’école guinéenne, fait appel à elle pour la constitution de la troupe de la Fédération du Mali, en 1960. Elle vient parce que, disait-elle, ‘’tous les fils du pays devaient apporter leur pierre à l’édifice national naissant.’’ Elle apporte la sienne de fort belle manière dans le domaine multiforme de l’art.
Que ce soit sur les planches du Théâtre du Palais, de Daniel Sorano ou dans les compétitions internationales, cette femme a étalé sa classe au grand bonheur des mordus de l’art. Elle joue le rôle de ‘’Linguère’’ dans les dramatiques historiques présentées par la troupe de Sorano.
La comédienne s’est également taillée une solide réputation dans le 7ᵉ Art. Elle a joué dans plusieurs films, dont ‘’Le Bracelet de Bronze’’ de Tidiane Aw (1973), ‘’Liberté I’’ d’Yves Ciampi (1962), Le Mandat’’ (1968) et ‘’Guelwar’’ (1992) de Sembene Ousmane, ‘’Dieg Bi’’ de Mahama Johnson Traoré (1970), ‘’Hyènes’’ de Djibril Diop Mambéty (1992).
Elle apparaît aussi dans ‘’Mosaan’’ de Safi Faye (1996), où elle joue le rôle de la maman, ‘’TGV’’ de Moussa Touré (1997), ‘’Une femme pour Souleymane’’ de Dyana Gaye (2000). Isseu Niang était ‘’par principe’’ contre la retraite d’un artiste. '’Même à 100 ans, on a toujours un rôle à jouer’’, répétait-elle à ceux qui lui posaient des questions à ce propos.
Isseu Niang était l’épouse de Pape Seck Dagana (1946-1995), artiste emblématique de la musique afro-cubaine. Elle était aussi couturière. La couture, elle l’a apprise par elle-même et elle confectionnait tous les habits qu’elle mettait.
Dernière corde à son arc : la dactylographie. Pour cela, l’artiste à plusieurs facettes avait suivi une formation à l’école de Cantara Coulibaly, à la rue de Thiong.